# Shannon Kleibrink
Shannon Kleibrink (* 7. Oktober 1968 in Norquay, Saskatchewan) ist eine ehemalige kanadische Curlerin.
Kleibrinks größter Erfolg war der Gewinn der Bronzemedaille bei den Olympischen Winterspielen 2006 in Turin. Sie spielte an der Position Skip im Team neben Third Amy Nixon, Second Glenys Bakker, Lead Christine Keshen und Alternate Sandra Jenkins. Sie hat mit verschiedenen Teams insgesamt fünfmal an den kanadischen Damenmeisterschaft Tournament of Hearts für die Provinz Alberta teilgenommen. Ihr bestes Ergebnis erreichte sie 2008 mit den Einzug in das Finale, das sie gegen das Team Manitoba (Skip: Jennifer Jones) verlor.
Im Februar 2018 erklärte sie ihren endgültigen Rücktritt vom aktiven Curling-Sport.